# Maltańscy posłowie do Parlamentu Europejskiego 2019–2024
Maltańscy posłowie IX kadencji do Parlamentu Europejskiego zostali wybrani w wyborach przeprowadzonych 25 maja 2019, w których wyłoniono 6 deputowanych.

## Posłowie według list wyborczych
Partia Pracy
- Alex Agius Saliba
- Josianne Cutajar
- Cyrus Engerer, poseł do PE od 5 listopada 2020
- Alfred Sant

Partia Narodowa
- David Casa
- Roberta Metsola

Byli posłowie IX kadencji do PE
- Miriam Dalli (Partia Pracy), do 18 października 2020